# Pentaschistis colorata
Pentaschistis colorata là một loài thực vật có hoa trong họ Hòa thảo. Loài này được (Steud.) Stapf mô tả khoa học đầu tiên năm 1899.